# Srpanj
Srpanj (lat. iulius) sedmi je mjesec godine po gregorijanskom kalendaru. Ima 31 dan. 

## Etimologija riječi
Slavensko ime je mjesec dobio po poljodjelskom, ratarskom oruđu srpu, zbog žetve koja se u tom mjesecu obavlja srpom. Sličan naziv neki slavenski narodi rabe za hrvatski kolovoz (češki: srpen; poljski: sierpień), dok među tradicionalnim slovenskim nazivima za mjesece postoji mali srpan (hrvatski srpanj) i veliki srpan (hrvatski kolovoz). U pojedinim hrvatskim krajevima za ovaj su se mjesec rabili i nazivi: jakopovščak (po blagdanu sv. Jakova Starijeg, apostola, 25. srpnja), srpen, mali srpen.
Latinsko ime Iulius dobio je nakon reforme Rimskog kalendara, kad je Quintilis (peti mjesec) nazvan po imenu Julija Cezara, koji se rodio tog mjeseca.

## Vanjske poveznice

### Sestrinski projekti
|  | Zajednički poslužitelj ima stranicu o temi Prikazi mjeseca    |
|  | Zajednički poslužitelj ima još gradiva o temi Prikazi mjeseca |
|  | Wječnik ima rječničku natuknicu srpanj                        |

### Wiki rječnik
- Imena u raznim jezicima: wiki rječnik (engl.)